# Oroclita adspersa
Oroclita adspersa är en skalbaggsart som beskrevs av Franz Antoine 2001. Oroclita adspersa ingår i släktet Oroclita och familjen Cetoniidae. Inga underarter finns listade i Catalogue of Life.